# جوناثان كلارك

جوناثان كلارك (بالإنجليزية: Jonathan Clarke)‏ (و. 1984  م) هو راكب دراجة هوائية أسترالي، ولد في ملبورن.

## سباقات أو مراحل فاز بها
| التاريخ       | السباق                     | المركز                                                                  |
| ------------- | -------------------------- | ----------------------------------------------------------------------- |
| 09 يوليو 2017 | طواف سيبيو للدراجات 2017   | الرابع في التصنيف العام، السادس في تصنيف الجبال، السادس في تصنيف النقاط |
| 06 أغسطس 2017 | طواف يوتا 2017             | السابع في التصنيف العام                                                 |
| 13 أغسطس 2017 | كولورادو كلاسيك 2017       | السابع في تصنيف الجبال                                                  |
| 15 مارس 2018  | طواف تايوان 2018           | المركز الثاني                                                           |
| 21 مارس 2019  | طواف تايوان 2019           | الفائز في التصنيف العام                                                 |
| 22 مايو 2022  | 2022 Joe Martin Stage Race | الفائز في التصنيف العام                                                 |

## روابط خارجية
- جوناثان كلارك على موقع الاتحاد الدولي للدراجات (الإنجليزية)
- جوناثان كلارك على موقع أرشيف الدراجات (الإنجليزية)
- جوناثان كلارك على موقع إحصائيات الدراجات الإحترافية (الإنجليزية)
- جوناثان كلارك على موقع نسبة الدراجات (الإنجليزية)